# Les Graphiquants
Les Graphiquants – це консалтингова компанія з дизайну, що базується в Парижі, Франція, і має репутацію компанії, що обслуговує сферу культури та мистецтва.

## Історія
Les Graphiquants було засновано в Парижі у 2008 році двома креативними директорами, Роменом Рахліном і Максимом Тетардом, які разом навчалися в École Nationale Supérieure des Arts Décoratifs у Парижі. З того часу до команди приєдналися Сиріл Тайеб і Франсіо Дюбуа.[1]
У 2011 році вони отримали міжнародне визнання, отримавши нагороду Європейського дизайнерського агентства року (European Design Agency of the Year) на церемонії, що відбулася у Вільнюсі, Литва.

## Проекти та клієнти
Культурні організації, такі як Центр Помпіду, Колекція Піно, Національний центр пластичного мистецтва та Ліонська бієнале танцю відіграли ключову роль у формуванні репутації компанії Les Graphiquants.
Однак клієнтами Les Graphiquants також є основні бренди, такі як Christian Dior, Sony, Universal, BNP Paribas і Canal +.

## Стиль
За словами Р. Клантена, А. Синофзіка та Ф. Шульце в їхній книзі «Культурні ідентичності», на перший погляд, робота компанії Les Graphiquants може здаватися орієнтованою на зображення, а не на слово, з акцентом на стиль, а не на зміст. Однак насправді вони є надзвичайно чутливими до обох аспектів. Хоча вираз їхніх робіт можна вважати типовим базовим французьким, це не є на дизайнерській спадщині Франції. Вони з гордістю посилаються на графічну історію країни від Кассандри до Грапуса, але при цьому впевнені, що «французького дизайну більше не існує». Водночас їхня видима мова має очевидні паралелі з рідною мовою, відображаючи її ритм, мелодійність, вокальну симфонічну фактуру, акценти та навіть округлість видимих елементів, схожих на голосні звуки.

## Зовнішні посилання
- Офіційний сайт Les Graphiquants